# Столична провинция (Бахрейн)
Столичната провинция (на арабски: محافظة العاصمة) е една от 4-те провинции на Бахрейн. Населението ѝ е 547 983 жители (по приблизителна оценка от юли 2016 г.). Покрива столицата на Бахрейн Манама. Създадена е на 3 юли 2002 г.